# 八代警察署
八代警察署（やつしろけいさつしょ）は、熊本県警察所管の警察署である。

## 所管区域
- 八代市、八代郡氷川町

2017年3月31日までは八代市鏡町、泉町、東陽町、八代郡氷川町全域は旧氷川警察署の管轄であった。

## 所在地
- 熊本県八代市西松江城町11番40号
- 熊本県道250号八代港大手町線沿い
- 最寄バス停 産交バス「検察庁・法務局・市博物館前」バス停下車

## 沿革
- 1954年7月1日 - 新警察法の公布、施行に伴い、国家地方警察熊本県本部八代地区警察署と自治体警察であった八代市警察が廃止され、熊本県八代警察署が発足。
- 2017年4月1日 - 氷川警察署と統合。氷川警察署の管轄区域であった八代市鏡町、東陽町、泉町、八代郡氷川町の全ての区域が八代警察署に移管。旧氷川警察署庁舎内に氷川機動センターと氷川幹部交番を新設。
- 2025年3月31日 - 龍峰駐在所と中片駐在所を新築した西片駐在所に統合[1]。

## 氷川機動センター
氷川機動センターは、以下の2分駐隊と幹部交番が配置されている複合警察施設。幹部交番では取扱業務として運転免許の更新等、道路使用許可、自動車保管場所証明を行っている。
- 刑事部機動捜査隊氷川分駐隊
- 交通部交通機動隊氷川分駐隊
- 八代警察署 氷川幹部交番

## 幹部交番
- 氷川幹部交番（旧・宮原警察署） - 八代郡氷川町早尾150番地2

## 交番
- 本町交番 - 八代市旭中央通21番地10
- 八代駅交番 - 八代市萩原二丁目2番5号
- 植柳交番 - 八代市植柳上町683番地18
- 田中町交番 - 八代市田中西町5号5番地3
- 鏡交番 - 八代市鏡町内田431番地11

## 駐在所
- 金剛駐在所 - 八代市植柳下町2594番地5
- 宮地駐在所 - 八代市宮地町561番地
- 西片駐在所 - 八代市西片町1226番地
- 郡築駐在所 - 八代市郡築四番町42番地4
- 日奈久駐在所 - 八代市日奈久竹之内町3060番地4
- 千丁駐在所 - 八代市千丁町新牟田1267番地4
- 坂本駐在所 - 八代市坂本町坂本4228番地36
- 川岳駐在所 - 八代市坂本町川嶽344番地11
- 大野駐在所 - 八代郡氷川町大野897番地
- 鹿島駐在所 - 八代郡氷川町島地421番地2
- 東陽駐在所 - 八代市東陽町南3423番地3
- 泉駐在所 - 八代市泉町柿迫3177番地3